# 奥德菲尔德·托马斯
迈克尔·罗杰斯·奥德菲尔德·托马斯FRS FZS（英語：Michael Rogers Oldfield Thomas，1858年2月21日—1929年6月16日）是英国动物学家。

## 经历
托马斯在伦敦自然史博物馆工作，专注于对哺乳动物的研究，描述了超过2,000个物种（包括亞種）。
1876年，他被调到博物馆秘书办公室工作；1878年，他转入动物分馆。1891年，托马斯与安德鲁·克拉克爵士的女儿玛丽·凯恩结婚 ，他也因此有足够的资金去租用当时哺乳动物标本收藏家的作品，并在博物馆公开展示。他还在西欧和南美做过田野調查。在他的影响下，妻子也开始热爱自然历史，并陪同他一起旅行。
1896年，当威廉·亨利·弗劳尔任动物分馆的馆长时，托马斯租用了博物学家理查德·莱德克带回的新标本，并重新安排了博物馆的标本展览。托马斯之后便专注于这些新标本的研究。1923年，他正式从博物馆退休，但之后他还不间断地在这里继续他的研究。虽然大众传言他在博物馆办公桌上用手枪自杀，结束了自己的生命，但他实际上是在家中去世的，享年71岁。

## 分类描述
下面列出了托马斯命名并描述的动物分类：

### 属以上的级别
1. 刚果攀鼠亚科
2. 麝香鼠族（英语：Desmanini）
3. 吸足蝠科
4. 鼠兔
5. 袋貂總科
6. 蹄兔目

### 属
1. 蹊鼠屬
2. 鱗掌沙鼠
3. 沙羚
4. 新幾內亞大鼠屬
5. 長頸姬鼠屬
6. 毛足飛鼠
7. 川鼩屬
8. 普氏沙鼠
9. 丘鼠屬
10. 伶猴屬
11. 麗倉鼠屬
12. 荒漠袋鼠
13. 小竹鼠屬
14. 呂宋鼠屬
15. 中南樹鼠屬
16. 粗尾卷尾鼠屬
17. 長吻蝠屬
18. 长颌带狸
19. 呂宋紋鼠屬
20. 喜棘鼠屬
21. 居鼠屬
22. 狐尾雲鼠屬
23. 無耳水鼠屬
24. 井鼠屬
25. 蜂眼蝠屬
26. 巨齒鼠屬
27. 转角牛羚属
28. 剛果攀鼠屬
29. 西非鼠屬
30. 短耳沙鼠
31. 束鼠屬
32. 長嘴鼠屬
33. 霍氏缟灵猫
34. 棘鼠屬
35. 草原獴
36. 南猊
37. 林睡鼠属
38. 非洲棕櫚松鼠
39. 絨鼯鼠
40. 北美飛鼠
41. 雅负鼠属
42. 日本睡鼠
43. 線鼠屬
44. 碩鼠屬
45. 小樹鼠屬
46. 多尖齒果蝠屬
47. 駝鼠屬
48. 大林猪
49. 箭尾飛鼠
50. 粗尾鼠屬
51. 漁鼠屬
52. 喜鳴飛鼠
53. 線松鼠屬
54. 短吻蝠屬
55. 灌叢田鼠屬
56. 紗羅鼠屬
57. 刺巢鼠屬
58. 長足水鼠屬
59. 尖葉長舌蝠屬
60. 箭毛棘鼠
61. 滑尾鼠屬
62. 乳鼠屬
63. 黑鼠屬
64. 裸尾鼠屬
65. 条纹松鼠
66. 索馬利亞侏儒沙鼠
67. 小稻鼠
68. 柔毛鼠屬
69. 棱背鼠屬
70. 非洲溝齒鼠屬
71. 长尾刺豚鼠属
72. 非洲小松鼠
73. 鬃鼠屬
74. 阿根廷胶鼠
75. 屋鼠屬
76. 褐鼻鼠屬
77. 遊尾蝠屬
78. 旱台鼠屬
79. 新几内亚袋狸属
80. 小飛鼠屬
81. 低泡飛鼠屬
82. 岩攀鼠亞科
83. 壺耳蝠
84. 白頸鼬
85. 非洲柔毛鼠屬
86. 溝牙田鼠屬
87. 錐齒狐蝠屬
88. 煙青飛鼠
89. 紋鼠屬
90. 澗鼠屬
91. 梅氏獴
92. 長吻鼩形鼠屬
93. 南美俾格米松鼠
94. 鼓頦長舌蝠
95. 褐鼷鼠屬
96. 盔鼩鼱屬
97. 陽鼠屬
98. 矢鼠屬
99. 聾鼠鼩鼱屬
100. 林鼩鼱屬
101. 小裸掌沙鼠屬
102. 青毛鼠屬
103. 灌鼠屬
104. 黃耳蝠屬
105. 偽沼鼠
106. 澳洲白尾鼠屬

### 物种
1. 东方蝙蝠
2. 日本山蝠
3. 棕櫚果蝠
4. 灰颈鼠兔
5. 南蝠
6. 褐扁颅蝠
7. 毛足飛鼠
8. 麥克禮鼠
9. 節尾猴
10. 南猊
11. 棒茎伏翼
12. 麗倉鼠科
13. 山稻鼠
14. 粗毛水鼠屬
15. 酋家鼠屬
16. 普氏蹄蝠
17. 菲果蝠
18. 布氏球果蝠
19. 斯氏伏翼
20. 酋家鼠屬
21. 西南鼠耳蝠
22. 台灣森鼠
23. 絨鼯鼠